# HD126515
HD126515 — хімічно пекулярна зоря спектрального класу A2, що має видиму зоряну величину в смузі V приблизно 7,1.
Вона  розташована на відстані близько 461,3 світлових років від Сонця.

## Фізичні характеристики
Телескоп Гіппаркос зареєстрував фотометричну змінність даної зорі з періодом 3,16 доби в межах від Hmin= 7,15 до Hmax= 7,07.

## Пекулярний хімічний склад
Зоряна атмосфера HD126515 має підвищений вміст
Cr
.

## Магнітне поле
Спектр даної зорі вказує на наявність магнітного поля у її зоряній атмосфері.
Напруженість повздовжної компоненти поля оціненої з аналізу
наявних ліній металів
становить 1723,4± 373,5 Гаус.